# Беременность млекопитающих
Беременность — физиологическое состояние самок млекопитающих (кроме яйцекладущих), наступающее в момент оплодотворения и заканчивающееся рождением плода (родами).
Беременность у коров, тёлок называется стельностью.

## Физиология
Развитие оплодотворённого яйца, или зиготы у млекопитающих начинается в маточной трубе. Затем оно продвигается в матку, где некоторое время свободно лежит, а затем постепенно происходит прикрепление и внедрение зародыша в стенку матки (имплантация). У плацентарных связь зародыша с телом матери устанавливается посредством плаценты. При беременности в материнском организме возникают значительные изменения. В начальной стадии беременности у животного наблюдается хороший аппетит, и к середине — оно становится упитанным. Со 2-й половины беременности плод растёт быстрее и требует всё больше питательных веществ. По этой причине самка начинает худеть. Во время беременности у них прекращается половая охота и течка, а также увеличиваются молочные железы для предстоящего вскармливания детёнышей. Матка беременной самки увеличивается в объёме в 10—15 раз.
Беременность характерна как для наземных, так и для морских млекопитающих (дельфинов и других китообразных).

## Продолжительность беременности
| Вид                     | Срок (дней) |
| ----------------------- | ----------- |
| Мышь                    | около 20    |
| Крыса                   | около 21    |
| Кролик                  | 29−33       |
| Белка                   | около 35    |
| Хорь                    | около 40    |
| Заяц, лисица, песец     | около 51    |
| Кошка                   | 56−67       |
| Собака                  | 58−66       |
| Волк                    | 62−64       |
| Норка                   | около 64    |
| Рысь                    | около 72    |
| Бобр                    | 105−107     |
| Лев                     | 103−110     |
| Домашняя и дикая свиньи | 124−137     |
| Нутрия                  | 127−137     |
| Овца и коза             | 145−157     |
| Тигр                    | около 154   |
| Медведь бурый           | около 210   |
| Лось                    | около 225   |
| Благородный олень       | 229−239     |
| Северный олень          | около 242   |
| Як                      | 250−257     |
| Куница                  | 240−270     |
| Человек                 | около 265   |
| Соболь                  | около 270   |
| Корова                  | 270−300     |
| Косуля                  | 276−300     |
| Буйвол                  | около 315   |
| Лошадь                  | 320−355     |
| Лама                    | 346−397     |
| Осёл                    | 348−377     |
| Зебра                   | 361−372     |
| Верблюд                 | около 397   |
| Жираф                   | около 446   |
| Слон                    | до 660      |

Продолжительность её находится в зависимости от величины животного и условий среды, в которых организм развивается после рождения. Копытные, обитающие в основном на открытой местности, рождают хорошо развитых детёнышей, которые тотчас после рождения могут самостоятельно передвигаться. Беременность хищных намного скоротечней, однако их детёныши рождаются слепыми, беззубыми и требуют особой охраны и заботы со стороны матери. У сумчатых продолжительность очень коротка, так как у них детёныш рождается на весьма ранней ступени развития и донашивается в несколько месяцев выводковой сумке (marsupium), где заканчивает своё развитие за счет молока, выделяемого молочными железами, которые помещаются на стенках сумки матери; с другой стороны, у плацентарных некоторые более мелкие виды имеют более продолжительную беременность, чем более крупные; так, например, у кролика и зайца беременность продолжается 4 недели, тогда как у более мелкой крысы — 5 недель. Продолжительность беременности у разных видов приведена в таблице.
У разных видов млекопитающих сроки протекания беременности могут варьироваться от нескольких суток до нескольких лет. Так, например, беременность у слонов продолжается около двух лет, а у длинноносых бандикутов и у обыкновенного опоссума — 12—13 дней.
Продолжительность беременности может варьировать у одного и того же вида животных в зависимости от времени года, пола зародыша, количества зародышей и т. д. Беременность бывает одноплодная и многоплодная. Близнецы иногда бывают монозиготными.
Избыточное кормление, стойловое содержание домашних млекопитающих удлиняют срок плодоношения, тогда как оптимизация среды обитания, особенно во второй половине беременности, несколько сокращает его.
Количество детёнышей в помёте
В разных группах млекопитающих количество детёнышей в помёте разнится. Так хищные имеют в помёте от 2 до 20 детёнышей, грызуны 2—10, копытные 1—5, слоны и ластоногие — 1.

## Дородовая патология
Помимо абортов, выход приплода снижают болезни беременных, регистрируемые в дородовой период. Примером могут послужить преждевременные схватки, отёк беременных, залёживание беременных, выворот влагалища, остеодистрофия.

## Комментарии
1. ↑  Чем животное крупнее, тем беременность продолжительнее, и наоборот, чем оно мельче, тем кратковременнее.
2. ↑  У опоссума беременность продолжается лишь около 21 суток, у гигантского кенгуру — 39 суток.
3. ↑  Беременность летом короче, чем зимой.
4. ↑  Зародыши женского пола вынашиваются несколько меньше, чем мужского.
5. ↑  Одинцы вынашиваются несколько дольше, чем двойни.